# Les Douze Chaises (film)
Pour l’article homonyme, voir Les Douze Chaises.
Pour plus de détails, voir Fiche technique et Distribution.
Les Douze Chaises (12 стульев, 12 stulev) est une comédie soviétique réalisée par Leonid Gaïdaï et sortie en 1971,. Il s'agit d'une adaptation du roman éponyme d'Ilf et Pétrov paru en 1928. La première partie est intitulée  La glace bouge (Лед тронулся), la deuxième partie La séance continue (Заседание продолжается).
C'est ce film qui a popularisé auprès du public soviétique la phrase francophone et grammaticalement incorrecte « Monsieur, je ne mange pas six jours », prononcé par un pseudo-mendiant dans le film.

## Synopsis
À l'époque de la guerre civile russe et du communisme de guerre qui s'ensuivit, de nombreuses personnes fortunées cachaient leurs bijoux. Ippolit Matveïevitch Vorobiáninov (Kisa, interprété par Sergueï Filippov), ancien chef de la noblesse et mondain de Stárgorod, devenu en 1927 un modeste employé du registre d'état civil, apprend par sa belle-mère qu'elle a eu le temps de cacher les bijoux de famille, d'une valeur de 150 000 roubles, dans le revêtement de l'une des douze chaises d'un ensemble fabriqué par le maître Heinrich Gambs. Vorobiáninov abandonne tout et part à la recherche des chaises à Stárgorod, où il retrouve son ancien portier Tikhon (Iouri Nikouline). Il rencontre également chez Tikhon le jeune aventurier Ostap Bender (Artchil Gomiachvili), qui explique au portier le but de sa visite et accepte de l'aider moyennant une commission de 40 %. La confession de la belle-mère de Vorobiáninov est également entendue par le père Fiódor, dont le rêve est de s'installer à Samara et d'y construire une fabrique de bougies. Ils tentent de s'en emparer lors de sa vente aux enchères, mais Vorobiáninov a dépensé en une nuit dans un restaurant tout l'argent que lui avait donné Bénder, recueilli par des contre-révolutionnaires tricheurs, et les chaises sont éparpillées, si bien qu'il se lance à leur poursuite.

## Fiche technique
- Titre original : 12 стульев, 12 stulev
- Titre français : Les Douze Chaises[3]
- Réalisation : Leonid Gaïdaï
- Scénario : Leonid Gaïdaï, Vladlen Bakhnov (ru) d'après Les Douze Chaises d'Ilf et Pétrov paru en 1928
- Photographie : Sergeï Polouianov (ru), Valeri Tchouvalov (ru)
- Montage : Klavdia Aleieva
- Musique : Alexandre Zatsepine
- Décors : Evgueni Koumankov (ru), K. Savitski
- Société de production : Mosfilm
- Pays de production :  Union soviétique
- Langue originale : russe
- Format : Couleurs - 1,37:1 - Son mono - 35 mm
- Genre : Comédie
- Durée : 153 minutes
- Dates de sortie :
  - Union soviétique : 21 juin 1971

## Distribution
- Artchil Gomiachvili : Ostap-Suleïman-Bertha-Maria Benderbey, dit « Ostap Bender » (doublé par Youri Sarantsev ; chants doublés par Valery Zolotoukhine ; dans certaines scènes, il parle avec sa propre voix)
- Sergueï Filippov : Ippolit Matveïevitch Vorobiáninov, dit « Kisa »
- Mikhaïl Pougovkine : Père Fiodor Ivanovitch Vostrikov
- Glikeria Bogdanova-Tchesnokova : Elena Stanislavovna Baur, l'ancienne maîtresse de Vorobiáninov
- Natalia Varleï : Elizaveta Petrovna Kalatcheva, dite « Liza » (doublée par Nadejda Roumiantseva)
- Natalia Vorobieva (ru) : Eliochka Chtchoukina dite « Eliochka la cannibale »
- Nina Grebechkova : Musik, épouse de l'ingénieur Bruns / Tamar Ire
- Natalia Kratchkovskaïa : Madame Gritsatsouïeva, veuve d'un invalide de la Première Guerre mondiale et propriétaire d'une épicerie
- Klara Roumianova : Mère Katerina Vostrikov, épouse du père Fiodor
- Gueorgui Vitsine : Metschnikov, chef de la presse hydraulique du théâtre Columbus
- Nikolaï Gorlov (ru) : Viktor Mikhaïlovitch Polesov, métallurgiste intellectuel
- Saveli Kramarov : président borgne de la section d'échecs de Vasiouki
- Iouri Nikouline : Tikhon, concierge de Stargorod
- Victor Pavlov : Kolya, le mari de Liza Kalatcheva
- Gottlieb Roninson (ru) : Kisliarski, président de l'hôtel public d'Odessa « Baranki de Moscou ».
- Roman Filippov (ru) : Nikifor Liapis-Troubetskoï, un poète pirate
- Grigori Chpigel (ru) : Alexander Iakovlevitch, dit « Altchen », magasinier du bâtiment 2 de Starsobez.
- Vladimir Etouch : Andrei Mikhailovich Bruns, ingénieur et mari de Musika
- Igor Iassoulovitch : Ernest Chtchoukine, ingénieur et mari d'« Eliochka la cannibale »

## Exploitation
Avec 39,3 millions de spectateurs en 1971, le film occupe la 6e place de l'année.